# Strzelbiccy herbu Sas

Herb Sas

Strzelbiccy herbu Sas, od lp. Strzelbicki (ukr. Стрільбицькі – Strilbycki; cer.-sł. Стрѣльбѣцкі – Strilbicki; ros. Стрельбицкий – Strielbickij) – ukraińsko-polski szlachecki ród herbu Sas.

## Historia
Nazwisko Strelbicki było znane na Rusi od 1243 roku, w czasach księstwa halicko-wołyńskiego (Regnum Rusiae). Według legendy rodzinnej, przodek Strelbickich, Daniel z Kulczyc był łowczym u Lwa Halickiego,  króla Rusi. Nazwisko pochodzi od rodowej wsi Strzelbice pod Starym Samborem.

## Członkowie rodu
- Mieczysław Strzelbicki (1857–1922) – urzędnik, starosta, radca namiestnictwa
- Stefania Skwarczyńska z d. Strzelbicka (1902–1988) – polska uczona, teoretyk i historyk literatury, teatrolog, profesor zwyczajny, doktor honoris causa Uniwersytetu Łódzkiego
- Marian Strzelbicki (1908–1940) –  inżynier, podporucznik rezerwy kawalerii Wojska Polskiego, ofiara zbrodni katyńskiej
- Antoni Strzelbicki (1922–2002) – polski kapitan żeglugi wielkiej, publicysta, pisarz, reportażysta, tłumacz literatury pięknej
- Modest (1823–1902) – rosyjski biskup prawosławny